# Carrozze FS tipo Gran Confort
Le carrozze FS tipo Gran Confort o Gran Conforto, note anche come carrozze per Treni Bandiera al tempo della loro prima immissione in servizio, sono carrozze ferroviarie passeggeri di fabbricazione italiana, pensate per espletare servizi a lungo raggio che richiedono uno standard di confortevolezza molto alto, ottenuto grazie ad una serie di soluzioni tecniche innovative. Hanno accumulato una vita operativa ultraquarantennale sulle direttrici nazionali ed internazionali a lunga e lunghissima percorrenza.
Nonostante la quasi omonimia e le caratteristiche simili, non sono imparentate in alcun modo con le coetanee «Grand Confort» francesi.

## Storia

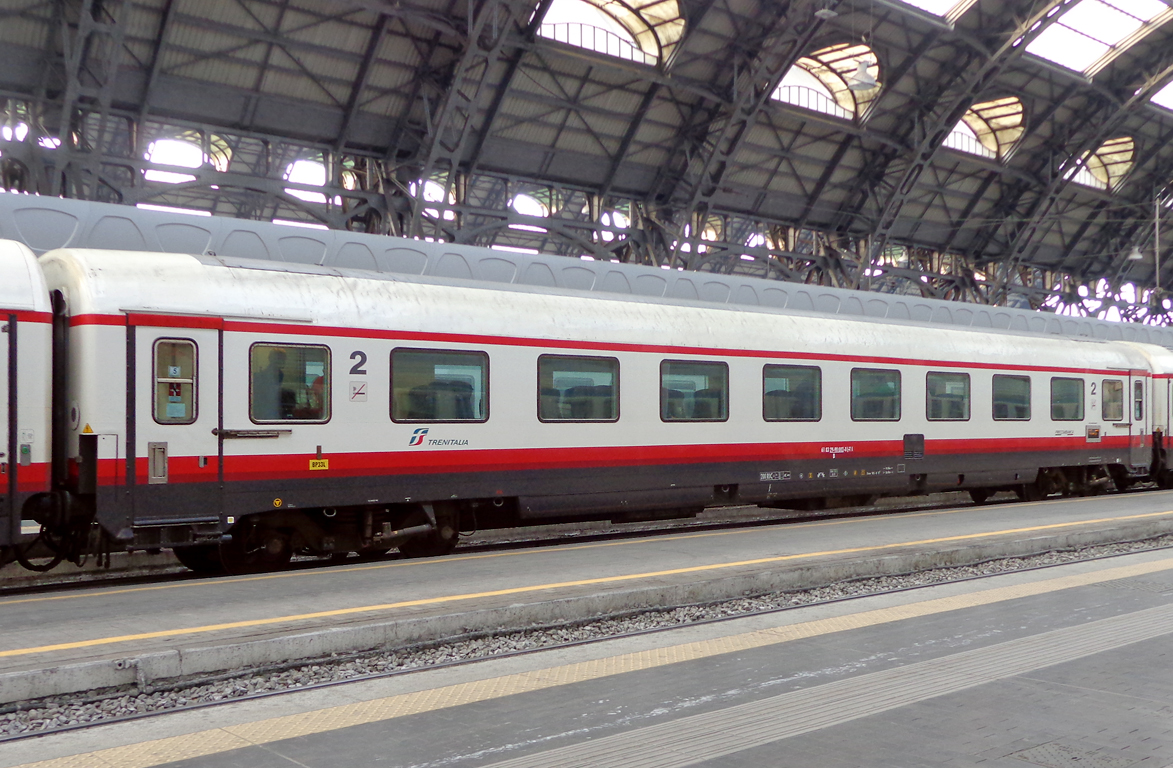
Una carrozza di tipo Gran Confort a Milano Centrale, in livrea Frecciabianca

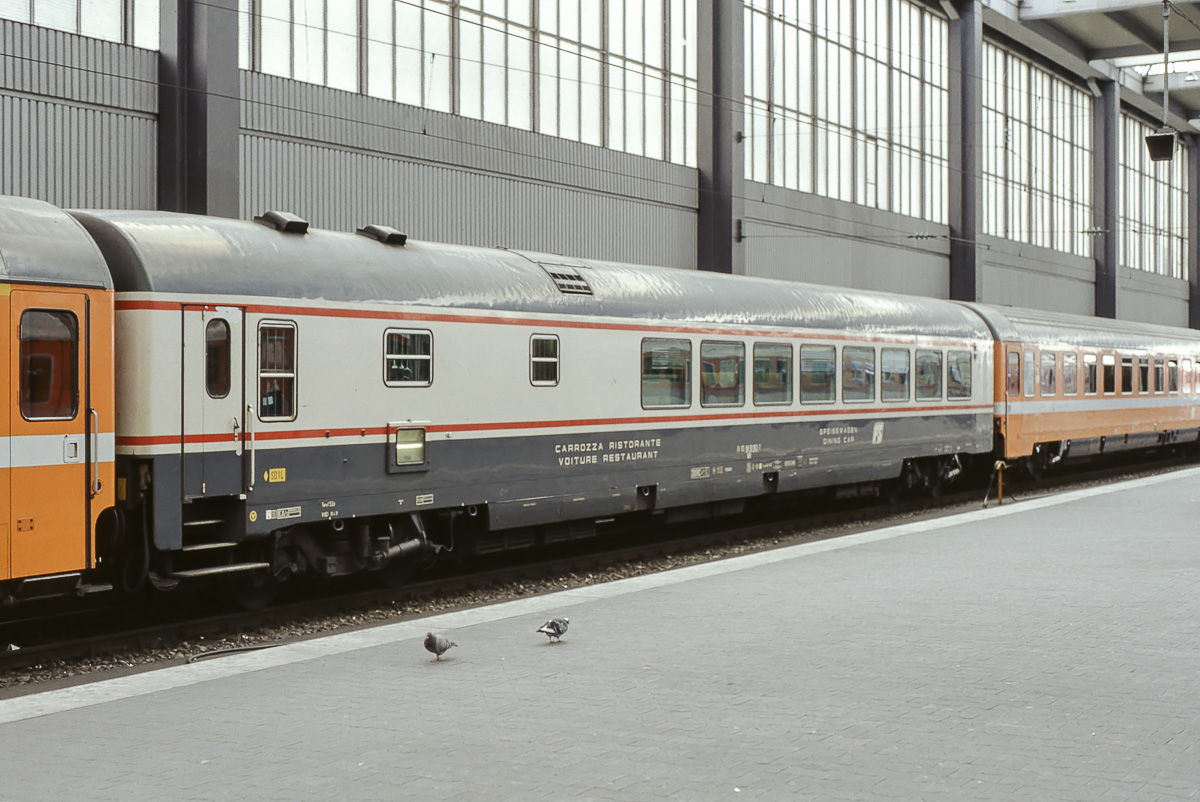
Una carrozza ristorante di tipo Gran Confort, nella livrea d'origine denominata "Bandiera", fotografata a Monaco di Baviera nel 1993

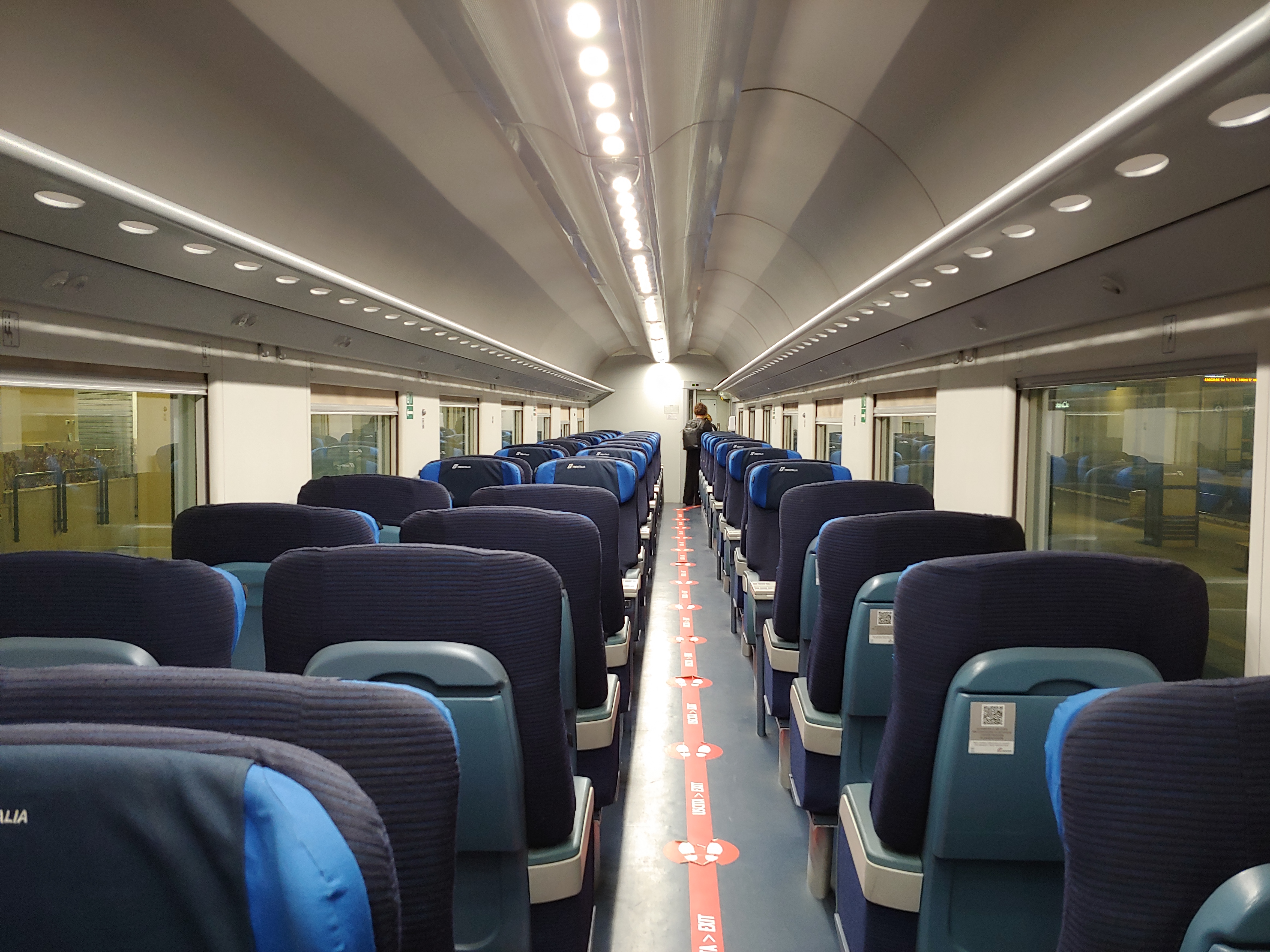
Gli interni della carrozza Gran Confort, A 61 83 19-90 513 8 I-TI, nella livrea "IC Sun"

Le Gran Confort, nate nei primi anni settanta, furono per l'epoca carrozze molto costose, dotate delle migliori apparecchiature esistenti, di un'intercapedine di isolamento continua su tutta la carrozza e di tutte le porte di accesso e interconnessione automatizzate.
Sono costruite su una cassa a longheroni in acciaio, con paratie in lamiera ondulata e pavimentazione flottante su elementi antivibranti. I finestrini eccezionalmente ampi, l'impianto di illuminazione a luce naturale, il riscaldamento a pavimento e la presenza su ogni carrozza di impianto audio le rendevano assolutamente all'avanguardia.
Sono state costruite in diversi allestimenti differenti a seconda del tipo di servizio di destinazione:
- a scompartimenti in cristallo, 48 posti a carrozza su 8 compartimenti dotati di armadi e sedili reclinabili
- a salone, 48 posti in disposizione 2+1, con tappeto in moquette
- ristorante, 41 posti+6 di riserva (54+8 di riserva sulle unità di II serie acquistate a fine anni '80), dotate di cucina a GPL, con sedili plastificati e tappeto in gomma. Una parte sono in seguito state trasformate in carrozze per invalidi

- bagagliaio per il carico al seguito

L'immissione in servizio delle carrozze tipo Gran Confort, destinate esclusivamente al servizio sulla rete FS, fu preceduta da una versione specifica per i treni Trans Europ Express in servizio internazionale; questa versione, denominata tipo TEE e caratterizzata da una livrea rosso Bordeaux con fascia giallo sabbia in corrispondenza dei finestrini che riportava la scritta «TRANS EUROP EXPRESS» al di sopra degli stessi, prevedeva al posto dei bagagliai delle vetture "furgone generatore" attrezzate con un convertitore rotante per l'alimentazione elettrica delle carrozze indipendentemente dalla tensione presente sulla linea aerea di contatto.

Con la soppressione dei treni TEE, queste carrozze entrarono a far parte del parco delle carrozze tipo Gran Confort, previa radicale modifica dell'impianto elettrico e perdita della livrea rosso Bordeaux e giallo sabbia.
Le Gran Confort hanno vestito otto livree durante il loro periodo di servizio:
- Livrea bandiera: colori ideati per i servizi TEE nazionali, detti appunto treni bandiera. La livrea consisteva in sottocassa e tetto grigio ardesia, fascia all'altezza dei finestrini color avorio antico e due bande rosse sopra e sotto i finestrini.
- Livrea XMPR: adottata nel 1995 da Trenitalia per tutto il proprio parco mezzi, consisteva in sottocassa verde, pareti bianche e imperiale grigio, con una fascia blu attorno poco sopra la sottocassa. Di questi colori venne proposta anche una versione con fascia di sottocassa rossa, per identificare meglio le vetture di prima classe.
- Livrea XMPR Plus: uguale alla livrea XMPR ma con scritta Intercity Plus al centro. Livrea applicata alle carrozze riclassificate ai servizi InterCity Plus.
- Livrea Eurocity Italia: livrea sperimentale per i nascenti servizi Eurocity Italia. Identica alla livrea XMPR, l'unica differenza consisteva in una banda grigia attorno ai finestrini e la scritta "EUROCITY Italia" al centro sotto i finestrini. Inoltre queste vetture vennero dotate di schermi esterni per l'informazione dei viaggiatori.
- Livrea Eurostar City Italia: nuova livrea applicata alle carrozze ristrutturate destinate ai servizi Eurostar City Italia, consiste nel colore grigio predominante, fascia bianca sotto i finestrini, banda rossa continua sopra i finestrini e immediatamente sopra i carrelli con una terza banda rossa che compone in unione con la seconda una "f" per tutta la lunghezza della carrozza.
- Livrea Frecciabianca: tetto bianco, cassa bianca con bande rosse continue sopra e sotto il livello dei finestrini, sottocassa grigio.
- Livrea InterCity Giorno (IC Sun)
- Livrea InterCity Notte

Sulla base dei nuovi piani commerciali di Trenitalia dal 2024 le carrozze dedicate ai servizi InterCity Giorno e InterCity Notte riceveranno progressivamente nuove livree; per gli InterCity Giorno è prevista l'adozione di una livrea dai colori bianco e azzurro, per gli InterCity Notte una livrea dai colori azzurro e blu; i primi esemplari sono già in circolazione.

## Il revamping IC Plus

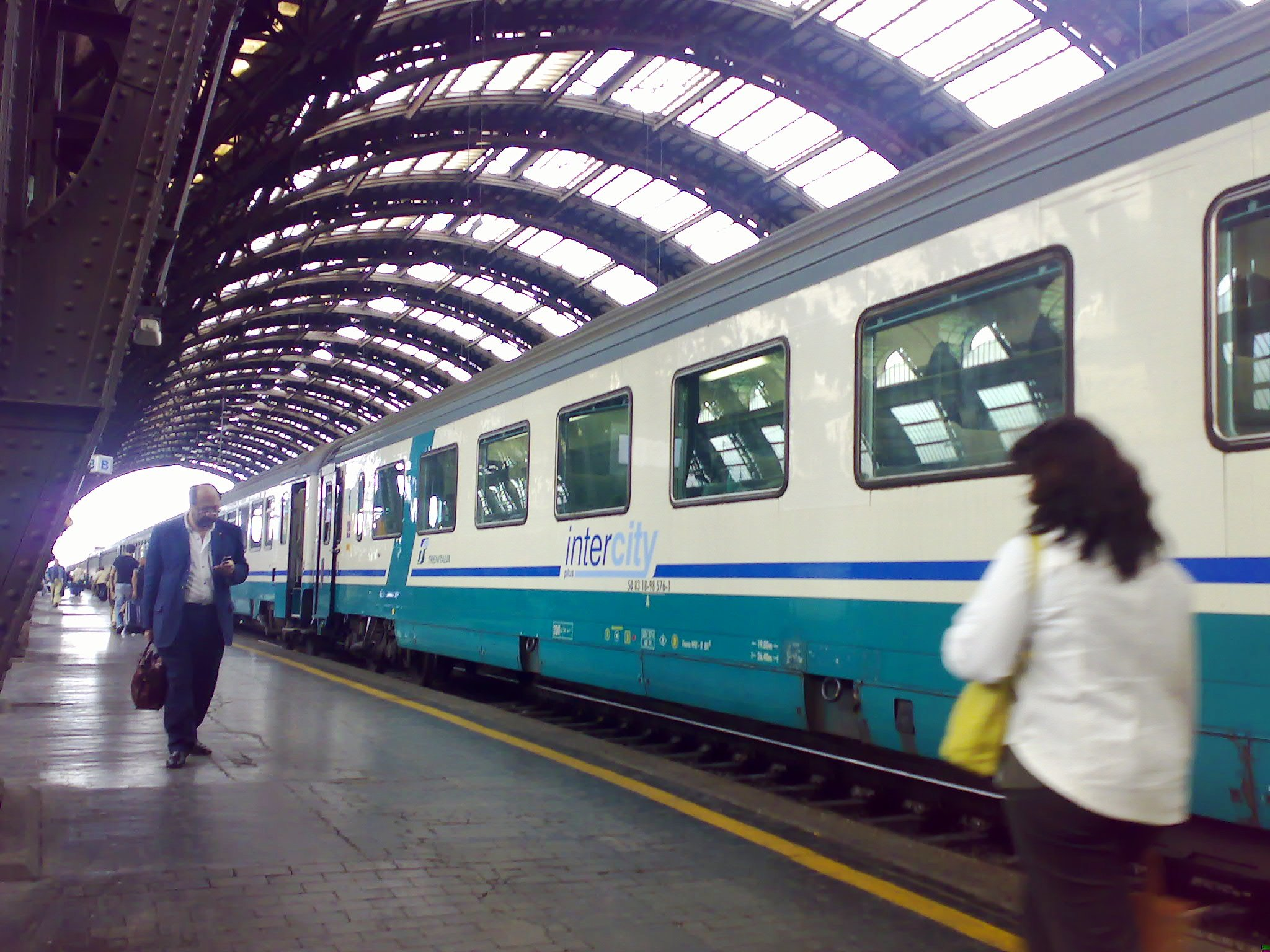
Una carrozza tipo Gran Confort in livrea XMPR InterCity Plus, alla stazione di Milano Centrale

Nel 2003 Trenitalia avviò un programma di restyling del materiale rotabile per treni InterCity: furono coinvolte anche diverse carrozze Gran Confort, le quali subirono il rifacimento delle fodere dei sedili, delle ritirate e dei rivestimenti delle pareti, nonché l'installazione di nuovi cestini portarifiuti. Le carrozze sottoposte a tale intervento mantennero tuttavia l'originaria configurazione interna.
Le carrozze così trasformate furono destinate ad una categoria di servizio superiore al quella del normale InterCity (che invece continuò ad essere espletata con vetture non rimodernate), denominata InterCity Plus, soppressa nel 2009 al termine del processo di revamping delle carrozze, con conseguente inutilità della distinzione tra i due servizi.

## La conversione in Eurostar City Italia
Con l'inizio del terzo millennio numerose carrozze Gran Confort, sia ex TEE sia del tipo nato già per servizi nazionali (di tutte le versioni fuorché i bagagliai), sono state destinate ad un pesante intervento di ristrutturazione denominato IC901, con rifacimento degli interni secondo una configurazione a salone, in modo da standardizzarle con gli altri mezzi italiani per la lunga percorrenza (UIC-Z1 e carrozze Eurofima) sottoposti allo stesso intervento. La conversione è stata effettuata da AnsaldoBreda e Corifer. Le carrozze sono state destinate ai servizi Eurocity Italia/Eurostar City Italia (poi ribattezzati Frecciabianca). Diverse carrozze riqualificate erano già state sottoposte a revamping IC Plus.
Il summenzionato progetto è stato ridotto da Trenitalia nel 2009 da 901 a circa 450 vetture, poiché la trasformazione aveva reso le carrozze più fragili e frequentemente esposte a guasti. Individuati alcuni difetti progettuali, l'operazione di ristrutturazione è stata ripresa e portata a termine con i progetti IC300 e IC270, comprendenti carrozze destinate rispettivamente ai servizi Eurostar City Italia e agli InterCity.
Il numero di vetture non trasformate e rimaste nelle condizioni successive al revamping IC Plus risulta molto esiguo.

## Utilizzo negli InterCity Notte
Da quando le carrozze UIC-X in revisione "Giubileo" sono state radiate dal servizio e sono state accantonate, al loro posto, negli InterCity Notte sono assegnate le carrozze Gran Confort, e in virtù di questo espletamento, hanno ricevuto la nuova livrea InterCity Notte.
La stessa cosa è avvenuta per le carrozze UIC-Z1.

## Unità storiche

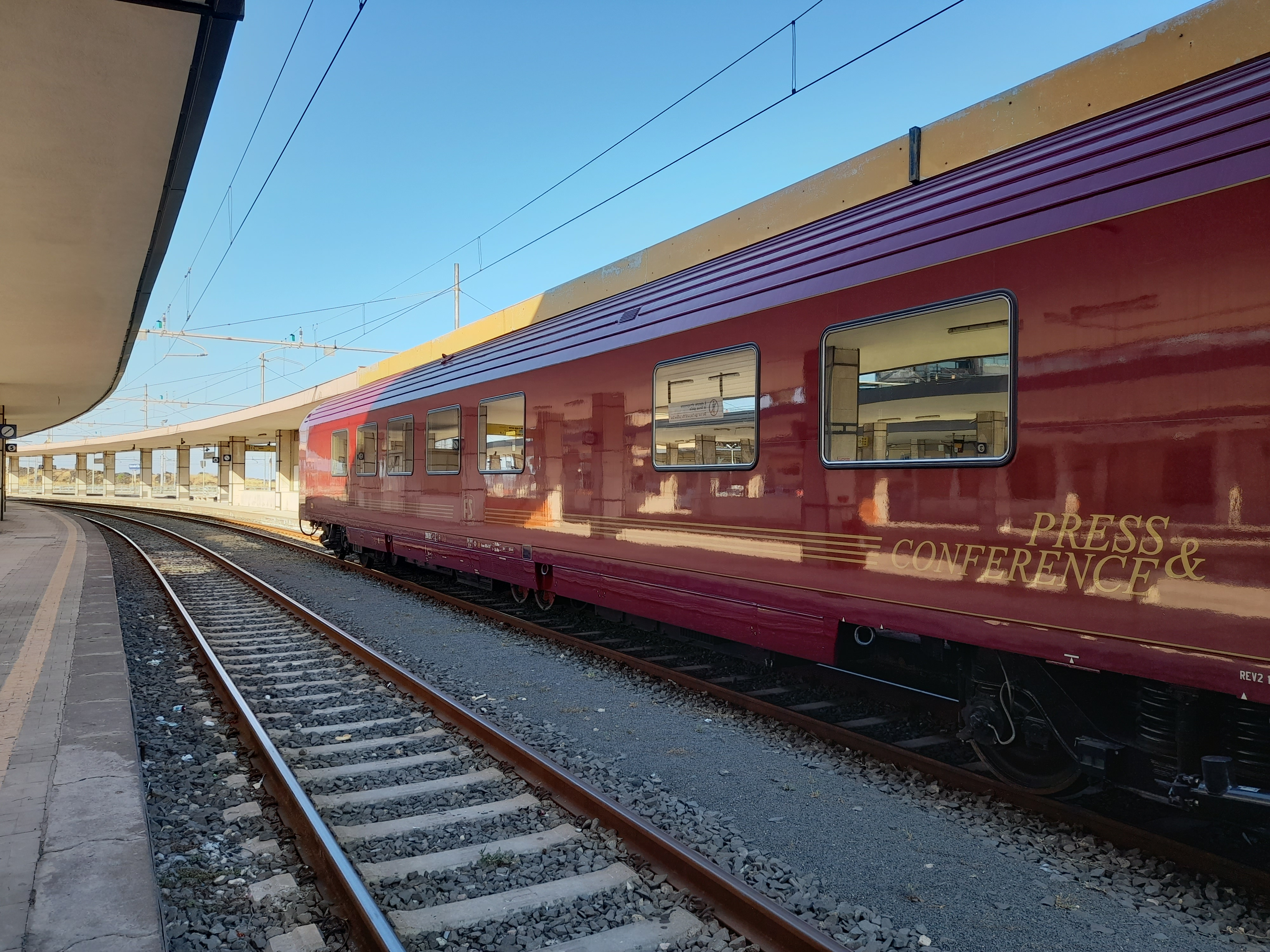
La carrozza "Press & Conference", 61 83 89-90 000-1I-TI, in composizione al treno "Peloritano 96347" di Fondazione FS Italiane, in sosta alla stazione di Catania Centrale

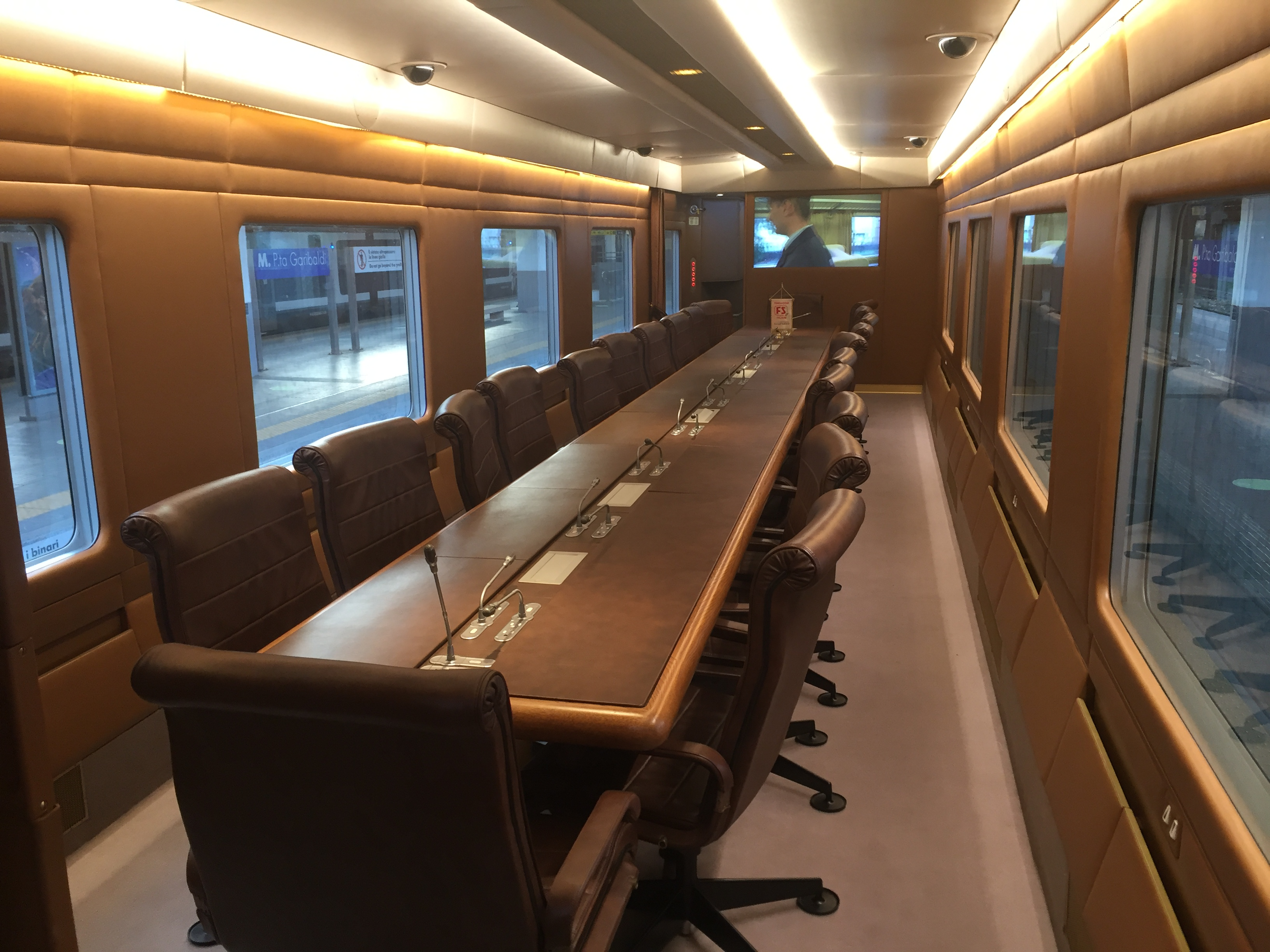
L'interno della carrozza "Stampa & Conferenze"

Alcune carrozze Gran Confort sono state inserite nell'asset rotabili storici della Fondazione FS Italiane e vengono utilizzate in composizione a treni d'epoca:
- 50 83 18-98 029-1, unità a scompartimenti ex InterCity Plus, riportata allo stato d'origine negli interni e verniciata in livrea TEE rosso bordeaux - giallo sabbia (pur essendo un esemplare nato per servizi nazionali) e in livrea bandiera.
- 61 83 88-90 902-9, carrozza ristorante già in servizio nei treni TEE internazionali, anch'essa riportata allo stato d'origine negli interni e verniciata nella livrea rosso - giallo del raggruppamento europeo, storicamente corretta sulla vettura in oggetto.
- 61 83 89-90 000-1, carrozza speciale "Stampa & Conferenze", ultima unità della famiglia Gran Confort, costruita in vista della Coppa del Mondo di calcio Italia 90; allestimento di lusso attrezzato per riunioni e conferenze con lounge bar e sala riunioni, pellicolata in livrea dedicata rosso.oro.
- 61 83 88-90 999-5, carrozza bar-ristorante "Pizza Express", ottenuta dalla ricostruzione di un furgone generatore TEE ed entrata in servizio con tale allestimento nel 1997. A seguito del restauro ha ricevuto la livrea bandiera grigio ardesia - avorio antico con fasce rosso Segnale, che tuttavia non ha mai presentato durante il servizio operativo.